# پوپوکی (هاوایی)
پوپوکی (به انگلیسی: Pūpūkea) یک منطقهٔ مسکونی در ایالات متحده آمریکا است که در هونولولو واقع شده‌است. پوپوکی ۱۵٫۸ کیلومتر مربع مساحت و ۴٬۵۵۱ نفر جمعیت دارد و ۰ متر بالاتر از سطح دریا واقع شده‌است.